# Grasse-Nord (tổng)
Tổng Grasse-Nord là một tổng của Pháp. Tổng này nằm ở tỉnh Alpes-Maritimes trong vùng Provence-Alpes-Côte d’Azur.

## Các đơn vị hành chính
Tổng Grasse-Nord bao gồm phần phía nam của thị xã Grasse

## Lịch sử
| Ngày bầu cử | Tên                 | Đảng | Tư cách                          |
| ----------- | ------------------- | ---- | -------------------------------- |
|             |                     |      |                                  |
| 1985        | Henri Richelme      | RPR  |                                  |
| 1992        | Hervé de Fontmichel | UDF  |                                  |
| 1994        | Claude Leroux       | RPR  |                                  |
| 1998        | Thierry Lautard     | PS   |                                  |
| 2004        | Jean-Pierre Leleux  | UMP  | Phó chủ tịch của Conseil Général |

## Biến động dân số
| 1882                                         | 1926 | 1962 | 1968 | 1975 | 1982 | 1990 | 1999   |
|                                              |      |      |      |      |      |      | 23 389 |
| -------------------------------------------- | ---- | ---- | ---- | ---- | ---- | ---- | ------ |
| Số liệu từ năm 1990: Dân số không tính trùng |      |      |      |      |      |      |        |